# Lionel Walter Rothschild

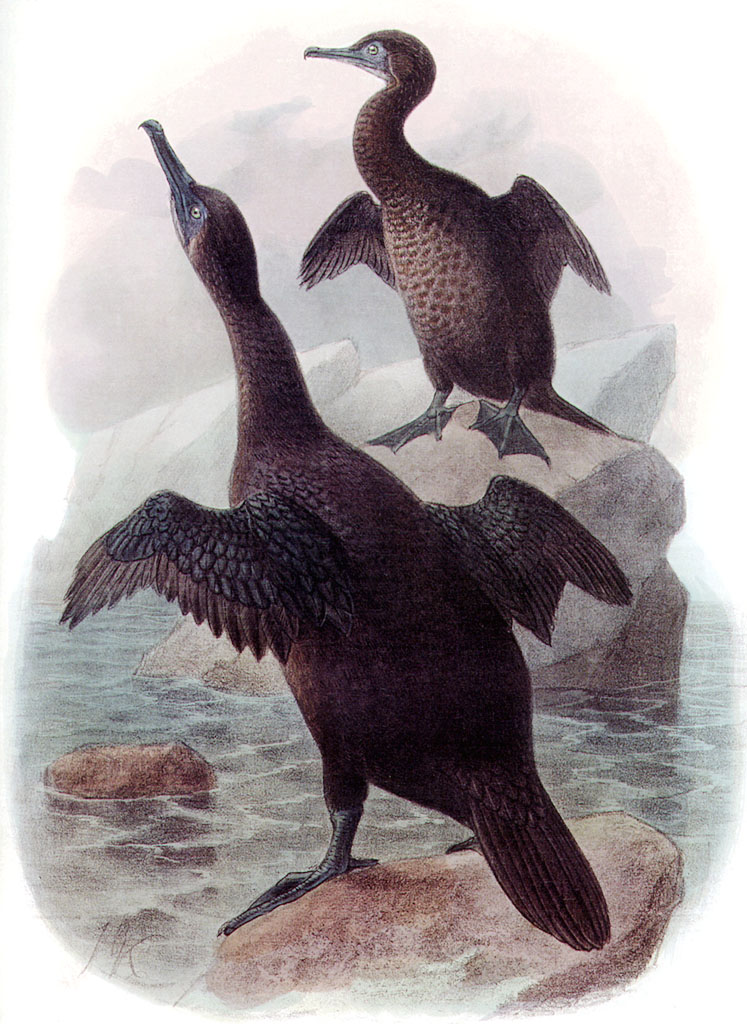
O cormorão-das-galápagos, uma das espécies descritas por Rothschild nas Novitates Zoologicae

Lionel Walter Rothschild, 2º Barão Rothschild (8 de fevereiro 1868 – 27 de agosto 1937), foi um banqueiro, político e zoólogo britânico, membro da prestigiosa Família Rothschild.
Tetraneto de Mayer Amschel Rothschild, Walter Rothschild nasceu no seio de uma importante família de banqueiros e como tal foi educado para se dedicar ao mundo das finanças, frequentando o Magdalene College da Universidade de Cambridge. Entre 1889 e 1908, trabalhou na NM Rothschild & Sons, a firma da família com sede em Londres. Em paralelo desenvolveu uma intensa atividade política como conservador e membro do parlamento britânico (MP) pela comarca de Aylesbury, entre 1899 e 1910. Em 1915, tornou-se no 2º Barão Rothschild pela morte do seu pai Nathan Mayer Rothschild. Como membro da comunidade judaica e amigo próximo de Chaim Weizmann, Rothschild esteve envolvido com o movimento sionista e foi o destinatário da declaração de Balfour, que ajudou a estabelecer o estado de Israel.
Mas apesar de toda a atividade política e ideológica, a grande paixão de Rothschild foi a zoologia, em particular o ramo da ornitologia. O gosto pela natureza nasceu quando a família se mudou para Tring Park, uma propriedade rural no Hertfordshire em 1872.
Aos sete anos, Rothschild anunciou à família que quando fosse grande iria fazer um museu e começou a colecionar exemplares de animais empalhados, em particular insectos. O espólio depressa se tornou volumoso e no seu 21º aniversário pôde começar a tarefa, o pai ofereceu-lhe uma zona não utilizada da propriedade. Em 1892, a qualidade da colecção justificou a abertura ao público como Museu Zoológico de Tring. Dois anos depois, o museu começou a editar o seu próprio jornal científico, o Novitates Zoologicae, e a aumentar a biblioteca.
Para além dos animais empalhados do museu, Rothschild também apreciava os vivos e mantinha diversas espécies à solta na propriedade, incluindo kiwis, tartarugas, casuares, lobos, cangurus, zebras, dingos e um marabu. O seu gosto por animais valeu-lhe uma fama de excêntrico que gostava de cultivar. Enquanto frequentou a Universidade de Cambridge insistiu em manter consigo os seus kiwis e em Londres fazia questão de conduzir pessoalmente a sua carruagem aparelhada por vinte e quatro zebras. Que inclusivamente levou para um encontro no Palácio de Buckingham, além disso ele tinha cobras enroladas em corrimãos em sua casa; e, certa vez, ele deu uma festa para macacos fantasiados de palhaços.
Walter Rothschild e a equipa do seu museu foram responsáveis pela descrição científica de cerca de 5 000 espécies novas e pela publicação de cerca de 1 700 artigos científicos no ramo da zoologia. O ênfase desta actividade de investigação foram as aves e mesmo hoje em dia, a biblioteca de Tring Park é considerada uma das melhores fontes de informação ornitológica do mundo. Entre as espécies descritas pelo próprio Barão Rothschild encontram-se o cormorão-das-galápagos e a trágica cotovia-da-ilha-stephen.
Em 1936, pouco antes da sua morte, Rothschild doou a sua coleção zoológica ao Museu Britânico, que mais tarde integrou Tring Park no Museu de História Natural de Londres. Walter não teve filhos e foi sucedido mo título de barão pelo sobrinho Victor Rothschild, pai de Jacob Rothschild. 